# Corriente de Guayana
La corriente de Guayana es una corriente marina del océano Atlántico. A medida que la corriente del Norte de Brasil (NBC) fluye hacia el norte en la costa nordeste de América del Sur, llega a la Guayana Francesa, donde parte de ella se separa de la costa y retrocede para unirse a la corriente Norte Ecuatorial. El resto de la NBC continúa fluyendo hacia el norte para formar la corriente de la Guayana.

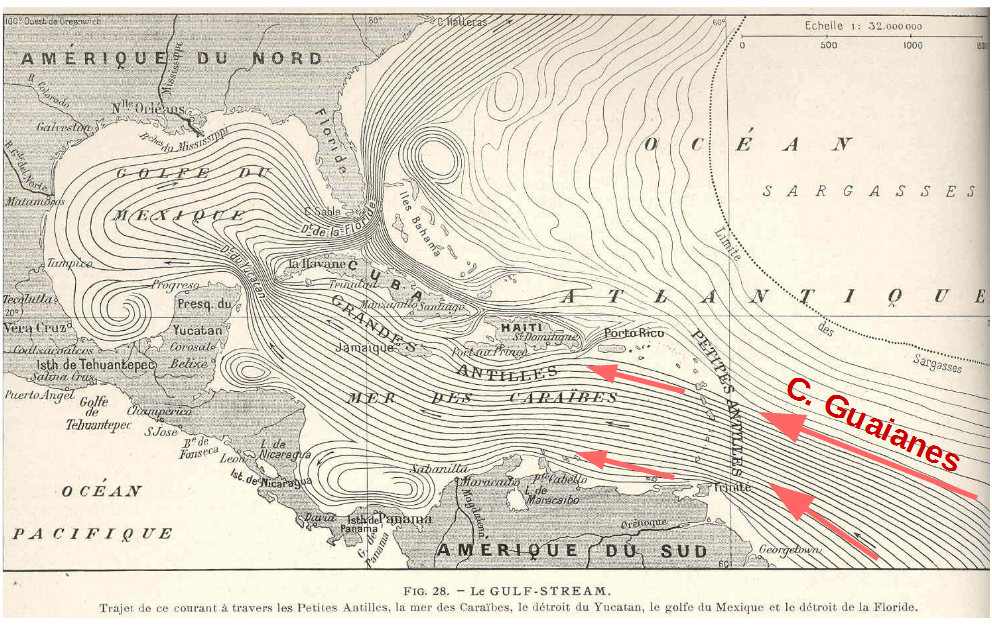
Destacado del recorrido y dimensión de la corriente de la Guayana, antiguamente denominada corriente del Norte de Brasil. Esta corriente entra en el mar Caribe y acaba en el golfo de México. El mapa pertenece a una publicación de 1913.

El agua superficial de la corriente de Guayana entra en el mar Caribe principalmente entre las islas de Barlovento y la Granada y el continente sudamericano.
Se deduce de las observaciones hechas por Pillsbury (1889, 1890) que el 70 % del volumen total de agua transportada al mar Caribe proviene de la corriente de la Guayana.
La suma de caudales de la NBC y la corriente de la Guyana a lo largo de la costa tiene un valor relativamente constante de 10 Sv.